# ザバロン
ザバロン（The Baron、1842年 - ?）は、1840年代に活躍したアイルランド・イギリスの競走馬・種牡馬である。父、祖父と同じくアイルランドの出身で、イギリスに渡りセントレジャーステークスを制すことでアイルランド競馬のレベルを知らしめた。種牡馬としてもストックウェルの父として知られる。

## 経歴
1842年、ダブリンで獣医ジョージ・ワットンによって生産され、当初アイルランドで走っていた。1845年に名調教師として知られていたジョン・スコットに、「太ってはいるが調教を積めば活躍できるだろう」と見出されイギリスに渡った。ザバロンはその期待に応え、シザレウィッチステークス、セントレジャーステークスを制覇。ただ、厳しい調教のせいか痩せて非常の気性の荒い馬になったという。
引退後はテオバルドに販売され、1849年から短い期間ストックウェル牧場で供用され、当時まだ無名だったポカホンタスとの交配に恵まれたことでストックウェル、ラタプランの2頭の名馬を生み出した。1850年にテオバルドが死亡すると、まだストックウェルらがデビュー前だったこともあり安値でフランスに輸出されたが、フランスでもオークス（ディアヌ賞）馬を3頭、バーデン大賞馬2頭を送り出すなど成功を収めた。

## おもな勝ち鞍
- セントレジャーステークス
- シザレウィッチステークス
- マドリードステークス
- カーワンステークス
- ウォーターフォードステークス
- 2着 - クレーブンステークス

## おもな産駒
- イサベラ / Isabella（1861年プール・デッセ）
- エトワールデュノール / Etoile de Nord（1858年ディアヌ賞）
- ストックウェル / Stockwell（1852年2000ギニー、セントレジャーステークス、英リーディングサイアー7回）
- ダムドヌール / Dame d'Honneur（1856年ディアヌ賞）
- バロネラ / Baronella（1864年プール・デッセ）
- ラタプラン / Rataplan（生涯成績71戦42勝）
- ラトゥーケ / La Toucques（1863年ジョッケクルブ賞、ディアヌ賞、バーデン大賞、プランスアンペリアル賞）
- ラマラデッタ / La Maladetta（1858年バーデン大賞）

## 血統表
| ザバロンの血統（エクリプス系 / Whalebone (Whisker) 3× (3) = 25.00% | ザバロンの血統（エクリプス系 / Whalebone (Whisker) 3× (3) = 25.00% | ザバロンの血統（エクリプス系 / Whalebone (Whisker) 3× (3) = 25.00% | （血統表の出典） | （血統表の出典） |
| 父 Birdcatcher 1833年 栗毛                                         | 父の父Sir Hercules 1826年 青毛                                     | Whalebone                                                          | Waxy             | Waxy             |
| 父 Birdcatcher 1833年 栗毛                                         | 父の父Sir Hercules 1826年 青毛                                     | Whalebone                                                          | Penelope         |                  |
| 父 Birdcatcher 1833年 栗毛                                         | 父の父Sir Hercules 1826年 青毛                                     | Peri                                                               | Wanderer         | Wanderer         |
| 父 Birdcatcher 1833年 栗毛                                         | 父の父Sir Hercules 1826年 青毛                                     | Peri                                                               | Thalestris       |                  |
| 父 Birdcatcher 1833年 栗毛                                         | 父の母Guiccioli 1823年 栗毛                                        | Bob Booty                                                          | Chanticleer      | Chanticleer      |
| 父 Birdcatcher 1833年 栗毛                                         | 父の母Guiccioli 1823年 栗毛                                        | Bob Booty                                                          | Ierne            |                  |
| 父 Birdcatcher 1833年 栗毛                                         | 父の母Guiccioli 1823年 栗毛                                        | Flight                                                             | Escape           | Escape           |
| 父 Birdcatcher 1833年 栗毛                                         | 父の母Guiccioli 1823年 栗毛                                        | Flight                                                             | Y.Heroine        |                  |
| 母 Echidna 1838年                                                  | 母の父Economist 1825年                                             | Whisker                                                            | Waxy             | Waxy             |
| 母 Echidna 1838年                                                  | 母の父Economist 1825年                                             | Whisker                                                            | Penelope         |                  |
| 母 Echidna 1838年                                                  | 母の父Economist 1825年                                             | Floranthe                                                          | Octavian         | Octavian         |
| 母 Echidna 1838年                                                  | 母の父Economist 1825年                                             | Floranthe                                                          | Caprice          |                  |
| 母 Echidna 1838年                                                  | 母の母Miss Pratt 1825年                                            | Blacklock                                                          | Whitelock        | Whitelock        |
| 母 Echidna 1838年                                                  | 母の母Miss Pratt 1825年                                            | Blacklock                                                          | Coriander Mare   |                  |
| 母 Echidna 1838年                                                  | 母の母Miss Pratt 1825年                                            | Gadabout                                                           | Orville          | Orville          |
| 母 Echidna 1838年                                                  | 母の母Miss Pratt 1825年                                            | Gadabout                                                           | Minstrel F-No.24 |                  |